# Klimczok (zbójnik)
Klimczok lub Klimczak – postać półlegendarna, hetman zbójnicki, działający pod koniec XVII wieku na terenie dzisiejszej Żywiecczyzny i Beskidu Śląskiego. Postać ta posiada cechy trzech postaci historycznych – zbójników: Wojciecha (zm. 1695 r. w Oświęcimiu), Mateusza (zm. 1697 r. w Krakowie) i Jana Klimczaków. Banda Klimczoka łupiła bogatych kupców, gospodarzy a nawet księży w okolicach Żywca (dokonała zuchwałego napadu na miasto), Bielska, Białej i Andrychowa. Kryjówką bandy miały być lasy na Klimczoku i Trzech Kopcach.

## Legendy
Klimczok miał pochodzić ze szlachetnego rodu lub wychowywać się na Zamku Sułkowskich w Bielsku. Tu miał dorastać z Klementyną Sułkowską, w której z czasem zakochał się ze wzajemnością. Jej ręka miała być jednak przeznaczona wiedeńskiemu księciu, wobec czego Klimczok uciekł w góry, gdzie zorganizował bandę, która rabowała bogatych, a pomagała biednym. Nie mogąc jednak zapomnieć o ukochanej, porwał ją przed ślubem z kaplicy zamkowej i uprowadził w góry. Wybudował dla niej kamienny dwór w miejscu, gdzie stoi schronisko PTTK na Klimczoku (zwane „Klementynówką”). Jednak po pewnym czasie Klementyna zatęskniła za matką i zapragnęła się z nią zobaczyć. Nie mogąc jej odmówić, Klimczok ruszył z nią w doliny. Tu został rozpoznany, a jeden z wieśniaków – skuszony nagrodą – zawiadomił komendanta straży książęcej. Urządzono zasadzkę, w której zbójnik został ranny i pojmany. Zmarł, powieszony na haku za żebro.

Od jego imienia pochodzi nazwa szczytu Klimczoka, a on sam miał zamieszkiwać znajdującą się nieopodal jaskinię.